# Liste der Mitglieder der National Academy of Sciences/1939
Im Jahr 1939 wählte die National Academy of Sciences der Vereinigten Staaten 18 Personen zu ihren Mitgliedern.

## Neugewählte Mitglieder
- Joseph Barcroft (1872–1947)
- William Henry Bragg (1862–1942)
- Gregory Breit (1899–1981)
- Detlev Bronk (1897–1975)
- William Bosworth Castle (1897–1990)
- Frederick G. Cottrell (1877–1948)
- Frederick P. Gay (1874–1939)
- A. Baird Hastings (1895–1987)
- Vladimir Ipatieff (1867–1952)
- Merkel Jacobs (1884–1970)
- Zay Jeffries (1888–1965)
- Donald Jones (1890–1963)
- George B. Kistiakowsky (1900–1982)
- Warren Mead (1883–1960)
- Oscar Riddle (1877–1968)
- Adolf Schultz (1891–1976)
- Philip Edward Smith (1884–1970)
- Felix Vening Meinesz (1887–1966)